# O Conto do Monge
"O Conto do Monge" é um dos Contos da Cantuária de Geoffrey Chaucer.
O Conto do Monge aos outros peregrinos é uma coleção de 17 contos, exempla, sobre o tema da tragédia.  Os finais trágicos dessas figuras históricas são recontados: Lúcifer, Adão, Sansão, Hércules, Nabucodonosor, Belsazar, Zenóbia, Pedro I de Castela, Pedro I de Chipre, Barnabé Visconti, Ugolino de Pisa, Nero , Holofernes, Antíoco, Alexandre, o Grande, Júlio César e Creso.

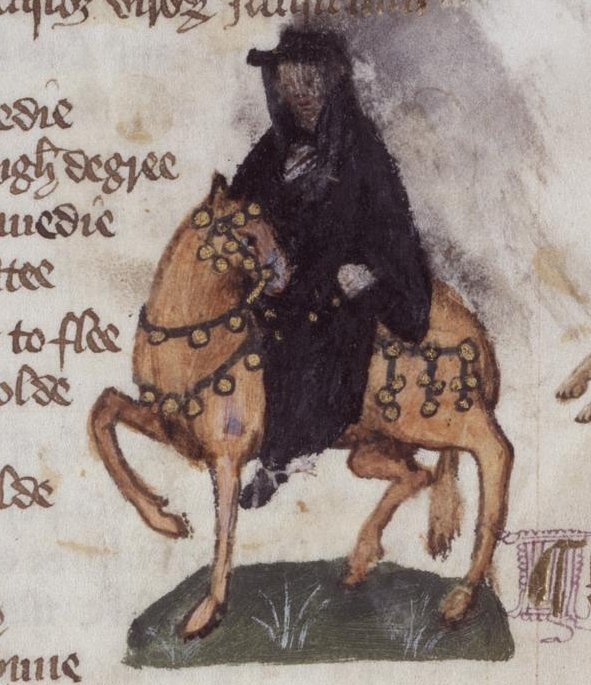
O Conto do Monge

Alguns críticos literários acreditam que uma grande parte do conto pode ter sido escrita antes do resto dos Contos da Cantuária e que as quatro figuras mais contemporâneas foram adicionadas posteriormente. Uma data provável para este hipotético primeiro rascunho do texto seria a década de 1370, logo depois que Chaucer retornou de uma viagem à Itália, onde foi exposto ao Sobre os Destinos dos Homens Famosos de Giovanni Boccaccio, bem como outras obras como o Decameron. A tragédia de Barnabé Visconti deve ter sido escrita depois de 1385, data da morte do protagonista.  A estrutura básica do conto é modelada a partir de Sobre os Destinos dos Homens Famosos de Boccaccio, enquanto a história de Ugolino de Pisa é modelada a partir de o Inferno de Dante
O Monge, em seu prólogo, afirma ter uma centena dessas histórias em sua cela, mas o Cavaleiro o interrompe depois de apenas 17, dizendo que eles já tiveram tristeza suficiente.  A ordem das histórias dentro do conto é diferente em vários manuscritos antigos, e se as histórias mais contemporâneas estivessem no final do seu conto, Chaucer pode querer sugerir que o Cavaleiro tem outra motivação para interromper do que apenas o tédio. Na linha 51 do Prólogo Geral, diz-se do Cavaleiro que: “Em Alisaundre ele estava, quando foi conquistado”. Se o Cavaleiro esteve na captura de Alexandria, então a implicação é que ele provavelmente fez parte da cruzada organizada por Pedro I de Chipre e que o leitor deve presumir que ouvir sobre a tragédia de seu ex-comandante militar é o que o leva a interromper o monge.

## Temas
A forma de tragédia retratada em "O Conto do Monge" não é aquela discutida na  Poética de Aristóteles, mas sim "a ideia medieval de que o protagonista é vítima e não herói, elevado e então derrubado pelos caprichos da Fortuna."
O texto, apesar da insistência do Monge numa definição estrita e homogênea de tragédia, apresenta como igualmente trágica uma série de contos que divergem consideravelmente em conteúdo, tom e forma. Por exemplo, a estrutura e a matéria dos contos de Ugolino e Nero são, efetivamente, imagens espelhadas um do outro. A intenção de Chaucer pode ser fazer com que o Monge apresente seu dogma literário e classificações genéricas excessivamente estritas de tal forma que pareçam pouco convincentes ao leitor.

## Estilo
A forma métrica de "O Conto do Monge" é bastante complexa, uma estrofe de oito versos com esquema de rima ABABBCBC. Normalmente, existe uma ligação sintática forte entre o quarto e o quinto versos, o que alguns teóricos literários consideram que impede a estrofe de se quebrar ao meio. Este estilo métrico confere um tom elevado e amplo a "O Conto do Monge" que nem sempre é evidenciado na dicção. Na verdade, a linguagem é muitas vezes simples e direta, exceto nos casos de moralização, seja na discussão de Deus ou da Fortuna, quando o vocabulário se torna mais pesado.